# Сверхтвёрдые материалы
Сверхтвёрдые материа́лы — группа веществ, обладающих высочайшей твердостью, к которой относят материалы, твёрдость и износоустойчивость которых превышает твёрдость и износоустойчивость твёрдых сплавов на основе карбида вольфрама и карбида титана с кобальтовой и никель-молибденовой связкой. Микротвердость таких материалов более 35 ГПа при измерении методом Виккерса с помощью алмазной четырехгранной пирамиды, то есть больше чем у нитрида бора.
| Материал                                                                | Химическая формула | Твердость        | Твердость   | Твердость      | Твердость         |                          | Предел прочности |
| Материал                                                                | Химическая формула | По Виккерсу / HV | Шкала Мооса | Метод Бринелля | Твёрдость по Шору | Показатель твердости ГПа | Предел прочности |
| ----------------------------------------------------------------------- | ------------------ | ---------------- | ----------- | -------------- | ----------------- | ------------------------ | ---------------- |
| Карбид вольфрама                                                        | WC                 |                  |             |                |                   |                          |                  |
| Нитрид бора                                                             | BN                 |                  |             |                |                   |                          |                  |
| Эльбор / боразо́н / кубони́т / КНБ / Полиморфная модицикация Нитрида Бора | BN                 |                  |             |                |                   |                          |                  |
| Карбид титана                                                           | TiC                |                  |             |                |                   |                          |                  |
| Карбид кремния                                                          | SiC                |                  |             |                |                   |                          |                  |
| Карбид бора                                                             | B4C                |                  | 9,5         |                |                   |                          |                  |
| Диборид рения                                                           | ReB2               |                  |             |                |                   |                          |                  |
| Сплав Титана Золота                                                     | Ti3Au              |                  |             |                |                   |                          |                  |
| Карбид хрома(II)                                                        | Cr3C2              |                  |             |                |                   |                          |                  |
| Титан-Алюминиевый нитрид                                                | TiAlN              | 2600 - 3300      |             |                |                   |                          |                  |
| Алмаз                                                                   | С                  | 10,000           | 10          |                |                   | 150                      |                  |
| Ультратвердый фуллерит                                                  | С                  |                  |             |                |                   | 150 - 300                |                  |

Самым твердым из известных на сегодняшний день природных минералов является Алмаз, его микротвердость находится в диапазоне 60 до 150 ГПа, что в 4—5 раз превышает твердость корунда и твердых сплавов и в 2 раза — карбида бора. Стоит учесть, что предел прочности при изгибе у алмазов около 30 кгс/мм2 (294 МПа).
Существуют ультратвёрдые материалы с твёрдостью выше, чем у алмаза. К таким материалам относятся фуллериты с показателем твердости от 150 до 300 ГПа, которые состоят из фуллеренов.
Китайские ученые создали сверхпрочное стекло, экспериментируя с разными структурами атомов углерода, в том числе и с фуллеренами. Подвергая углеродные соединения с фуллереновой структурой атомов давлением в 25 ГПа, а затем нагревая их до температуры 1000 — 1200 °C, исследователи из университета Яньшань создали самое прочное аморфное вещество, которое обладает твердостью 113 ГПа при его измерении по методу Виккерса. В тестах применялись три вида материалов, которых наименовали AM-I, AM-II и AM-III. Измеренная твердость AM-III составляла от 110 до 116 ГПа.
В Соединенных Штатах изобрели сплав титана с золотом для изготовления медицинских имплантатов, которые вчетверо прочнее чистого титана, применяемого в протезировании.
Широко применяемые сверхтвердые материалы: 
- электрокорунд
- победит
- оксид циркония
- карбид кремния
- карбид бора
- боразон
- диборид рения
- алмаз

Сверхтвёрдые материалы часто применяются в качестве материалов для абразивной обработки.
В последние годы пристальное внимание современной промышленности направлено к изысканию новых типов сверхтвёрдых материалов и ассимиляции (слияния) таких материалов, как нитрид углерода, нитрид кремния, сплав бор-углерод-кремний, сплав карбид титана-карбид скандия, а также сплавы боридов и карбидов подгруппы титана с карбидами и боридами лантаноидов.